# Vela de incandescência

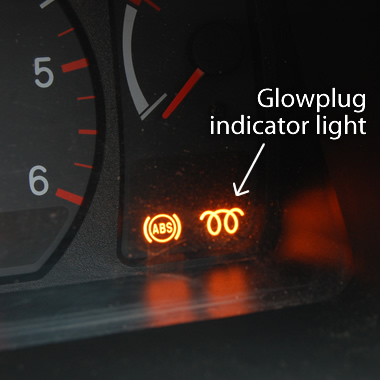
Sinal no painel da vela incandescente

Uma vela de incandescência (do inglês glow plug) é um dispositivo de aquecimento usado para ajudar a iniciar o funcionamento dos motores diesel. Em um motor a diesel, as velas de incandescência funcionam semelhantemente às velas de ignição comuns. Enquanto as velas comuns fazem faíscas, as velas de incandescência aquecem. O calor faz com que as velas fiquem incandescentes (por isso o nome). Este tipo de vela é necessária para dar partida em um veículo e manter os pistões em movimento. É importante conhecer as características de velas de incandescência ruins.

## Histórico
A vela de incandescência tal como a conhecemos hoje foi aperfeiçoada em 1946 por Ray Arden, um engenheiro americano. A vela baseia-se num princípio simples da física e da química, isto é, a platina na presença de metanol torna-se espontaneamente incandescente. A platina é um dos metais mais pesados. Pode ser trabalhado e moldado em qualquer forma, transformado em filamentos ou em folhas muito finas. Não sofre de corrosão.

## Funcionamento

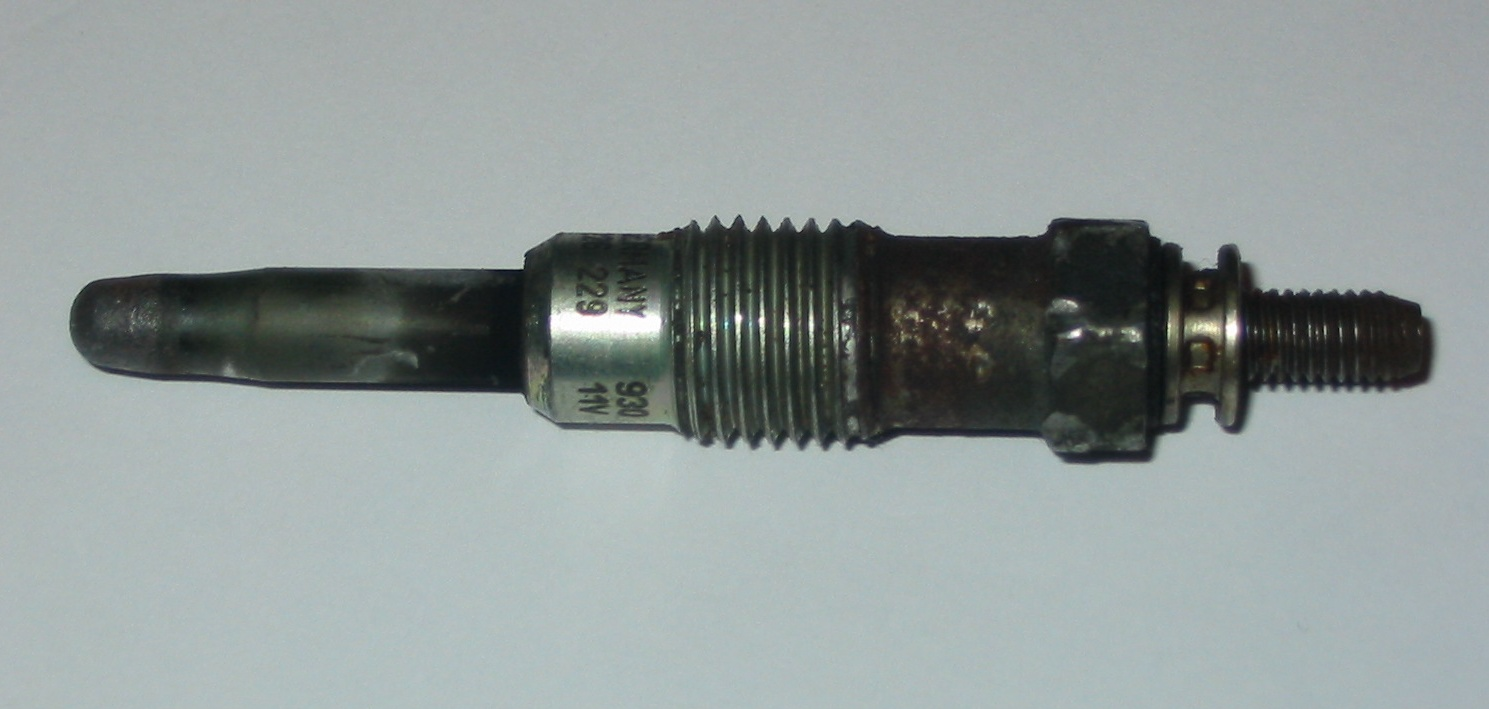
Uma vela incandescente

A sua temperatura de fusão é de 1769 graus Celsius. Funde-se muito facilmente com outros metais. Com tais características temos um metal perfeito para ser utilizados em velas de incandescência. O filamento das velas são ligas de platina, aço e por vezes também tungstênio para aumento da durabilidade. Quando ligamos a bateria a uma vela, o filamento torna-se incandescente e podemos arrancar com o motor e manter a sua marcha, não apenas por causa do calor das explosões, mas também devido à atmosfera de álcool existente no interior da câmara de combustão.Um aspecto digno de nota é o de que nem sempre é necessário ter a bateria ligada à vela para iniciar e manter a marcha do motor. Dadas as condições ideais, ou seja, compressão, condições atmosféricas, combustível, vela e um adequado batimento do hélice, isto basta por vezes para o motor arrancar. Existem três tipos de velas: "quentes", "frias", e as chamadas "médias". O que determina a "temperatura" da vela é a liga (platina) do filamento de incandescência. As velas "quentes" são utilizadas com combustíveis de metanol e óleo, sem quaisquer outros aditivos, nomeadamente nitrometano. Nos combustíveis com nitrometano numa percentagem entre 5 % e 15 % usam-se habitualmente velas de temperatura "média". O nitrometano na sua composição química tem moléculas adicionais de oxigênio. Quando misturamos este produto como o nosso combustível, o nitrometano ajuda-o a arder mais facilmente e a temperaturas mais elevadas. Se adicionássemos nitrometano em percentagens até 40 % ou 50 %, então deveríamos utilizar uma vela "fria". O calor extra gerado pelo aditivo oxigenado (o nitrometano) manteria a vela quente. Demasiado nitrometano destrói as velas. Temos de utilizar a vela adequada para aquilo que pretendemos que o motor faça. Um motor de corrida de alta velocidade, usando combustível com 60 % de nitrometano, terá de usar uma vela "fria". Qualquer outra vela poderá durar apenas alguns segundos. Não podemos esperar que uma vela dure muito mais quando observamos pequenas partículas de metal na mistura queimada que sai pelo escape. Estas partículas, ou impurezas, atingem o filamento e provocam um aquecimento anormal, destruindo o filamento. As velas são identificadas como "quentes", "médias" ou "frias" nas respectivas embalagens,mas uma vez retirada a vela da embalagem torna-se difícil saber de que tipo de vela se trata. Uma última observação: a razão pela qual a velas para motores a 4 tempos são em geral mais caras deve-se à elevada percentagem de platina (60 %) usada na liga do filamento.
Nos motores atuais, os veículos estão equipados com a tecnologia de incandescência de 3 fases: Pré-incandescência — incandescência de arranque — pós-incandescência. Ou seja, as velas incandescentes não aquecem apenas antes e durante a fase de arranque. Também o fazem, no máximo, nos 180 segundos seguintes. Isto protege tanto o meio ambiente como o motor. A BorgWarner disponibiliza velas.